# لانگنویفناخ
لانگنویفناخ (به آلمانی: Langenneufnach) یک شهر در آلمان است که در آوگسبورگ واقع شده‌است.